# Ryżany (obwód żytomierski)
Ryżany (ukr. Рижани) – wieś na Ukrainie, w obwodzie żytomierskim, w rejonie żytomierskim, w hromadzie Horoszów. W 2001 liczyła 1168 mieszkańców, spośród których 1144 wskazało jako ojczysty język ukraiński, 23 rosyjski, a 1 białoruski.